# 西部戦線異状なし
『西部戦線異状なし』（せいぶせんせんいじょうなし、原題(ドイツ語): Im Westen nichts Neues、英題: All Quiet on the Western Front）は、1928年連載のエーリヒ・マリア・レマルクによるドイツの小説。第一次世界大戦の西部戦線を、ドイツ軍の志願兵パウル・ボイメルの視点で描く戦争文学である。1928年11月から12月にかけてベルリンの高級新聞・フォシッシェ・ツァイトゥング紙で連載された連載小説で、翌年1929年1月に初出版された。
日本では主に、秦豊吉による日本語訳が中央公論社より1929年に初出版、その普及版が1930年8月に出版、新潮社の新潮文庫より1955年に出版、その改版が2007年1月に出版された。また、舟木重信による日本語訳が大學書林より1930年7月に出版。蕗沢忠枝による日本語訳が共和出版社により1952年に出版された。

## 概要
第一次世界大戦の西部戦線において、ドイツ軍の志願兵パウル・ボイメルが戦場での死と痛み、不安、恐怖、理不尽、怒り、そして虚しさを味わい、やがて戦死するまでを描いた物語である。
物語はパウルの視点を通じて戦場後方での休息、新兵訓練、野戦病院、行軍、砲爆撃、塹壕戦、突撃、女性との逢瀬、負傷、戦友の死、物資調達、帰郷、斥候任務と様々なエピソードを時系列が明確でない形で述べられていく。パウルの体の外で起きる戦場での日常や戦闘の描写と、パウルの内面での思索とが対比的に描かれていて、作者をはじめとする戦場の兵士が負った心の傷の深さを際立たせている。題名の由来は最後に明かされ、主人公パウル・ボイメルが戦死した日の司令部報告に「西部戦線異状なし、報告すべき件なし」と記載される。何より苦悩と葛藤を経た一兵士の物語は兵卒の死など記録に残らず大した問題にならないという、戦争の持つ非人間性を風刺した結末となっている。
軍事的な考証もおおむね正確に描かれ、毒ガスへの冷静な対処方法や、砲撃時に音の大小でその飛距離や砲弾の種類を見分ける方法、白兵戦では敵を突き刺すと抜きづらい銃剣よりも磨いた陣地構築用のスコップの方が役立つこと、峰に鋸刃が付いた銃剣は使いづらいうえに持ち主が敵に捕まったら惨殺されること、戦闘機よりも偵察機の方が砲撃を予告する存在として忌み嫌われるなど、当時の前線の実相が活写されている。
戦場での兵士達が見せる素朴な愛国心や勇気、友情、義務感なども描かれている。しかしそれ以上に戦争という行為の凄惨さと理不尽さ、そして兵士達の人生や人間性が破壊される姿が生々しく描かれており、終盤の主人公が敵兵の死体と向き合いながら述懐するシーンなどから、反戦文学とも解釈できる。それゆえにナチ党政権下では所有が制限され、レマルクもユダヤ系、非国民、フランスのスパイなどといわれのない迫害を受け、最終的に国外亡命を強いられた。
なおレマルクは1931年に本作の続編ともいえる、第一次世界大戦の塹壕戦からの復員兵を描いた小説『還り行く道』を出版している。

## 登場人物
人名の表記は1955年に新潮文庫から出版された秦豊吉訳に準拠する。
パウル・ボイメル (Paul Bäumer)
物語の主人公。ブレーメル出身で年齢は18歳。ギムナジウムでアビトゥーアを目指す少年だったが、担任教師カントレックに言いくるめられ、級友のクロップやミュッレルと共に軍への志願入隊を強制される。大学を控えているが実家は別段裕福という訳ではなく、母が癌で倒れたこともあって父親は製本の仕事を夜通し続けて家族を支えている。戦争前は詩や戯曲を作るのが趣味で、自宅には蔵書の山やピアノがあり、机の中には書きかけの原稿もあった。
部隊の中では誰とでも仲が良く戦友愛も強いが、特に人生経験も豊富なカチンスキーとは行動を共にすることが多く、父親代わりとも言うべき深い親愛を感じている。また物語前半では気弱なケムメリヒや少年の新兵達を放っておけず、助けようとすることも多かった。他にカントレックにヒムメルストースと立て続けに小柄な卑劣漢と出会った為に「小男は性格が悪い」という偏見を抱いているが、ヒムメルストースとは後に戦場で和解している。
戦場の恐怖に立ち向かい、進んで戦友を助ける勇敢で責任感の強い人物だが、物語が進むに連れて次第に人間性を失い、人の死や人生を何とも思わなくなっていく。後方での休暇時に芸術どころか人生にすら何の価値も感じられなくなっている自分に気付いてからは、日常と切り離されてしまった自分の人生に絶望感を覚えるようになる。戦場に戻ってからも、仮に生き残ったとして何の為に生きるのかという希望が全く抱けずにいる。
アルベルト・クロップ (Albert Kropp)　
パウルのギムナジウムでの級友。小柄だが気の強い性格で、同期の中では最初に一等兵へ昇格した。戦争前からパウルと仲が良く、戦場でも何かと二人で話したり行動したりしている。
ある村落を占領しようとした時に敵襲を受けて膝の上を撃たれ、野戦病院で片足を切断される。本人は「片輪になる位なら死を選ぶ」と絶望していたが、他の傷痍軍人達と過ごす内に立ち直り、義足を付ける為に後方拠点へ送還される。
ミュッレル (Müller)
パウルのギムナジウムでの級友。出征したクラスメートの中では一番の勉強家で、士官編入を夢見て戦場でも勉強に励んでいる。よく言えば合理的、悪く言えば無神経で同じ級友のケムメリヒが瀕死の時には無用となる革の長靴をどうにか手に入れようとしていた。
薄情者という訳ではなく、物事を切り分けて考えることができるというだけできちんと人並みの友情や優しさは持ち合わせている。パウルの協力でケムメリヒから念願の立派な長靴を譲られた際にも、自分が死んだらパウルに譲ると約束していた。
劣勢になっていく戦争後半、白兵戦で至近距離から敵兵に照明弾を胸部に打ち込まれ、三十分以上も苦しみ抜いた末に絶命した。ケムメリヒの靴はパウルが譲り受け、パウルが死ねばチャーデンが受け継ぐことになった。
フランツ・ケムメリヒ (Franz Kemmerich)
パウルのギムナジウムでの級友。小柄で童顔、かつ白く綺麗な肌を持っており、少女のような雰囲気を漂わせている。体操の成績は優等で文才にも恵まれるなど、才色兼備な少年。将来は山林保護の仕事を志望している。
戦争前はカントレック自慢の生徒として可愛がられていたが、戦場に志願するように仕向けられたことに違いはなく、物語冒頭で既に片足切断の重症を負って野戦病院に入院している。感染病で日に日に衰弱し、かつての美しさは失われて骨と皮の風貌に痩せ衰える。
出征前にケムメリヒの母から後事を頼まれていたパウルは最期を見届け、その痛ましい死にも深く悲しんだが、戦場で過ごす中で徐々にその感傷は薄れていった。死の間際に自分の靴を欲しがっていたミュッレルに靴を渡すように遺言した。
レール (Leer)
パウルのギムナジウムでの級友。顎鬚を生やしているので同い年だが年上にも見える。数学が得意な優等生だが、女好きで従軍する前からたびたび公認の売春宿に通う好色家でもある。
飛来した砲弾の破片がベルチング少尉の顎を砕いた際、貫通した破片にそのまま自身の腰も砕き飛ばされてしまい、水が抜けた管のようにぐにゃりと崩れ落ちて絶命した。
ヨーゼフ・ベーム (Josef Behm)
パウルのギムナジウムでの級友。太っていて陽気な性格。カントレックが教え子たちに出征を促した際、戦死への恐怖という率直な理由から生徒の中で最も強く異を唱えた。結局はカントレックに説得されて志願し、皮肉にも級友で最初に戦死してしまう。
死に方も悲惨であり、眼に被弾して地に倒れ、しかも仲間からは死んだと思われて戦場に放置され、それから長時間悶え苦しんだ末に声に気付いた敵兵に見つかって射殺された。冒頭の時点で既に戦死しており、回想のみで登場する。
ミッテルステットはカントレックがいなければ「ベームは少なくとも召集されるまでの３か月間は長生きできた」と憤っていた。映画版では現実にパウルとともに奮戦する様子が映される。
ミッテルステット (Mittelstädt)
パウルのギムナジウムでの級友。同期ではあるが負傷のため傷痍軍人として後方に戻り、今は別の中隊に配属されている。世渡り上手で兵営の新兵教育に配属され、しかも中隊長の娘と良い仲になっている為、本来の階級以上に威張れるようになっている。
国民兵として訓練所に送り込まれたカントレックから「士官試験の口利きをする」と媚を売られるが、ベームやケムメリヒを無責任に戦場へ送った怒りから提案を一蹴し、「国民兵カントレック」と呼び捨てにして徹底的に虐め抜いている。
パウルからは士官の道を蹴ればそのうち戦線へ戻れと言われることを心配されるが、それまでは自分の地位を大いに楽しむつもりだと返答している。
チャーデン (Tjaden)
パウルの所属する歩兵中隊の兵士。年齢的には同年代だが既に社会に出ている。職業は錠前屋。現実的な性格で愛国心だの国益だのはまるで興味が無く、日々の食事や戦闘に専念している。
いわゆる痩せの大食いで、食事には人一倍拘りを持つ。ヒムメルストースから訓練中に病を患って夜尿症を起こしていたことをあげつらわれ、治療法と称した無意味な体罰や暴力を受けていた為、パウル以上に彼を強く恨んでいる。
ヒムメルストースが前線送りになった時にはこれ幸いとばかりに報復を行う。彼が謝罪した後も一人だけ許さなかったが、配給食料を特別に譲ってもらったことでついに根負けして和解を受け入れた。
ハイエ・ウェストフース (Haie Westhus)
歩兵中隊の兵士。本職は泥炭掘りの炭鉱夫。チャーデンと同じくパウルと同年代だが既に働いている。仕事で鍛えられたためか手が大きく、腕っ節も強い。顔にそばかすがある。
他の隊員達が軍隊から抜けることを願う中、炭鉱や小作人が関の山の自分なら軍隊にいるほうが飯と服があるだけ良いと、戦後も軍に残るつもりでいる。上手くやれば下士官や憲兵として楽に勤務できるとも考えている。
中盤に背中を撃たれて傷口から肺が見える程の深手を負い戦死するが、その遺体をヒムメルストースが担いで陣地に連れ帰ったことはヒムメルストースとパウルらとの和解の契機となった。
スタニスラウス・カチンスキー (Stanislaus Katczinsky)
歩兵中隊の古参兵。年齢は四十代で、故郷には妻と息子がいる。本業は靴職人。既に何年も戦場を生き抜いていて、戦闘に関する経験はもちろん、食糧徴発や寝床探しなど様々な軍隊生活の知恵に通じている。
取り分け物資調達の手際は卓越したものがあり、どんな所でも必ず魔法のように食料を調達してくると言われている。また仕事柄、手先が器用で大抵の手仕事は巧みにこなす。若い新兵たちへの面倒見もよく、中隊の面々からは何かと頼りにされている。
パウルからすれば親子程の年齢にあたり、年相応の心細さを隠さずに話せる数少ない相手でもある。物語終盤、物資運搬中に脛を撃たれて重傷を負う。パウルが銃火の中を担いで野戦病院に運ぶが、辿り着いた時は砲弾の破片が頭部に当たって死んでいた。
デテリング (Detering)
歩兵中隊の古参兵。本職は農民。無口で我慢強いが、戦友達ともあまり関わらず思っていることも口にしない。農村出身らしく牧歌的な所があり、新聞を見ては故郷の天候を気にしたり、軍馬が酷使されているのを辛く思ったりしている。
物語の後半に桜の花が咲いたのを見て不意に望郷の念を起し、パウルの引止めを振り切って軍を脱走するが、すぐに憲兵に逮捕されて敵前逃亡として後方の軍法会議へ送られる。その後の消息は伝わらなかった。
ベルチンク (Bertinck)
主人公たちが所属する歩兵連隊の第2中隊長。階級は少尉。兵士からの叩き上げで昇進した苦労人で、兵卒や下士官への気遣いを忘れず、中隊の兵士達からも尊敬されている。
一部の書籍では中尉と紹介されることがあるが、これはドイツ語のLeutnantが少尉と中尉の双方を意味することに由来する誤り。映画版では設定の変更により、公式の紹介で中尉とされている。
終盤の戦闘中で敵の火炎放射器兵を狙撃するが、直後に自身も敵の銃弾を受けて胸部に致命傷を負う。更にそこに爆発した砲弾の破片が飛び込み、顎を吹き飛ばされて戦死した。
ヒムメルストース (Himmelstoss)
パウルたちの新兵教育時に配属された第9班の班長。本職は郵便屋。12年間の軍歴を重ねて今では下士官になっており、新兵達を必要以上に鍛えて叩き上げようとする横暴な小男。反抗的だったパウルについては特に苛め抜いたことから酷く憎まれているが、同時にパウルは権力を持てばみな彼のようになるし、逆に郵便局員だった時は奴もあんな性格ではなかっただろうと呟いている。また厳しく訓練するのは出来る限り後方で戦争をやり過ごす為に勤務評価を上げようと必死になっているからでもある。
パウルたちが出征した翌年、入営した志願兵の一人がプロイセン州知事の令息と知らずにいつものごとく厳しく扱い、その影響で前線送りにされてしまい、よりにもよってパウル達の中隊に配属される。クロップやチャーデンからは報復とばかりに仕返しされ、ベルチンクからも過去の行いを詰問されて肩身の狭い思いをする羽目になる上、実戦では砲撃に怯えて新兵のように狼狽するなど臆病な本性まで露呈してしまう。しかし見かねたパウルから叱咤されたことで勇気を取り戻して前線に飛び込み、退却時には戦死したウェストフースの遺体を担いで戻るという勇敢な行動を見せて中隊での評判を回復させた。戦いの後、中隊の面々に歩み寄る姿勢を見せ、配給食糧を多めに渡すなどの配慮を見せたこともあり、最終的にはパウルらと和解した。
映画版ではウェストフースを連れ帰る場面はなく、最後まで憎まれ役として扱われている。また狐色の頬髯ではなく口鬚を生やす男と容姿の設定も変更されている。
カントレック (Kantorek)
パウルが在籍するギムナジウムに務める教師。いつも灰色のフロックコートを着て眼鏡を掛けている初老の小男。パウルのクラスの担任も務めており、パウル曰く「ドブネズミ」のような男。見た目だけではなく性格も鼠のように狡賢い。
「なっちょらんぞ」といった嫌味な言い回しが口癖で、生徒達を次々と質問攻め（「大胆なるカール王の子供は何人なりや」等々）にしては、回答できなければ「お前さんには真面目ちゅうものが欠けてますぞ」などとあげつらって黙らせてしまう。また大戦が始まると愛国者を自称して軍国主義・帝国主義を賛美し、いかに「帝国と皇帝陛下が偉大で、いかに戦争に価値があるか」と朗々と語り、詭弁を弄して義憤や恐怖を生徒達で扇動し、自らが担任するクラスから次々と軍へ志願させている。だが生徒を戦場に追い込みながら、決して自分は戦場に出ようとはしない。ヒムメルストースのように手を上げたり声を荒らげたりすることこそないが、立場が下の人間を従える為の卑劣さや陰湿さでは遥かに上回っている。
物語後半、兵力不足から一転して根こそぎ動員の対象になってしまい、国民兵として体格に合わない不恰好な軍服を着せられて訓練場に召集され、他の予備役兵や徴兵不適合者達と訓練させられる立場になってしまう。どうにか苦境を抜け出そうと訓練教官を務める元生徒のミッテルステットに媚を売るが、素気無く「国民兵カントレック」と呼び捨てにされ、徹底的に苛め抜かれている。
映画版では徴兵もされず、懲らしめられる場面も描かれないなど、ヒムメルストース同様に最後まで徹底した憎まれ役となっている。噂では相変わらず生徒達に「いかにドイツ帝国が素晴らしいか、いかに参戦が栄誉あることか」という胡散くさい長談義を垂れ流しているらしい。
ヨーゼフ・ハマッヘル (Josef Hamacher)
パウルが病舎で出会った負傷兵。伸ばし放題にした髭が特徴的な補充兵。戦場で頭を撃たれた際、後遺症で精神障害を患ったと主張して軍医から狂躁証明書を入手している。軍規では狂人を罰することは禁じられており、これを利用して勝手気侭な病舎生活を送る。
パウルが押し付けがましい病舎の修道女らへの怒りから瓶を投げつけて処罰されそうになった時、「自分が犯人だ」と名乗り出て庇ってくれた。久しく病舎で過ごしているため、治療できない人間は死体置き場の隣室へ移動させられるなど、内部事情を熟知している。
ヨハン・レワンドウスキー (Johann Lewandowski)
パウルが病舎で出会った負傷兵。腹に銃創を負い、十か月間も入院させられている。病室では最年長でおよそ40歳。オランダの片田舎に妊娠した妻のマリアを残している。
妻が必死に貯めたお金を使って無事に産まれた赤子と共に病舎へ見舞いに来た際、パウルら同室の傷病兵たちが気を利かせて見張りと子守りとを引き受け、久々に妻との逢瀬を果たした。
ジェラール・デュヴァル (Gerard Duval)
フランス軍の兵士。本職は印刷業。斥候任務中に味方とはぐれてしまったパウルが砲弾孔で潜んでいた時、突撃からの退却中に砲弾孔へ入り込み、隠れていたパウルに帯剣で突き刺されて致命傷を負う。
刺された後も余喘を保っており、前線に取り残されたパウルと瀕死の状態で長時間を過ごす形となる。パウルは彼に止めを刺せず、むしろ自責の念にとらわれて助けようともするが、無言でパウルを睨みながら衰弱し、やがて死んでいった。
大量に人が死ぬ戦争で生死の感覚が麻痺していたパウルにとって、はっきりと「一人の死」を思い出させた出来事となった。故郷に娘と妻がおり、懐には写真も持っていた。
ヴィルヘルム2世 (Kaiser)
ドイツ皇帝。作中では「カイゼル」と呼ばれる。配下のヒンデンブルグ元帥と共に実在の人物。物語後半に登場し、西部戦線を訪問してパウル達の中隊が配備された塹壕で閲兵式を行って鉄十字章を授与する。
絵画に描かれていたような勇ましく威厳のある風貌とは違い、風采の上がらない普通の人物。性格も消極的で戦争に前向きではなく、パウルもカイゼルは側近達によって無理に開戦するよう仕向けられたのではないかと推測している。
史実では病気で左腕の自由を失っており、原作にそのような記述はないが、映画版では再現されている。
パウルの家族 (Familie Bäumer)
父母の他に、姉のエルナ（Erna）がいる。父は自宅で製本の仕事をしているが、収入は芳しくなく残業の毎日。他の大人と同じく歪んだ愛国心に毒されており、パウルが戦争に行ったことを悲歎するどころか喜んでいる。母は対照的に穏やかで、常に戦線の息子を気遣い、パウルが休暇で帰還した際には温かくもてなした。もとより病弱な人物で、心痛のために久しくベッドで寝込んでいたが、癌にも襲われたため、高額な医療費を払ってルイゼ病院へ入院することになった。

## 映像化

### 1930年の映画
1930年にアメリカでリュー・エアーズ主演、ルイス・マイルストン監督で映画化された。1930年第3回アカデミー賞作品賞、監督賞受賞。

### 1979年の映画
1979年にアメリカのテレビ局CBS放送によりテレビ映画としてカラー映像でリメイクされ、第37回ゴールデングローブ賞を受賞し、プライムタイム・エミー賞 作品賞 (テレビ映画部門)にノミネートされた。

### 2022年の映画
ドイツ語で製作され、2022年10月28日にNetflixにより全世界独占配信された。監督はエドワード・ベルガー。

## 日本語訳
- 秦豊吉訳、中央公論社、1929年。新潮文庫、1955年、新版2007年
- 蕗沢忠枝訳、共和出版社、1952年